# Born-landé-vergelijking
De born-landé-vergelijking is een wiskundige betrekking waarmee de roosterenergie (UR) van een ionair kristal kan berekend worden, omdat die experimenteel moeilijk te bepalen valt. In 1918 werd door Max Born en Alfred Landé aangetoond dat de roosterenergie kan afgeleid worden van de elektrostatische potentiaal van het ionrooster enerzijds en van een repulsieve potentiaal anderzijds, hetgeen samen tot de volgende vergelijking leidde:
{\displaystyle U_{R}=-{\frac {N_{A}Mz^{+}z^{-}e^{2}}{4\pi \epsilon _{0}r_{0}}}\left(1-{\frac {1}{n}}\right)}
hierbij is:
- NA de constante van Avogadro
- M de madelungconstante
- z+ en z− de lading van de kat- en anionen
- e de elementaire elektrische lading
- ε0 de elektrische veldconstante
- r0 de afstand tussen een willekeurig ion en het dichtstbijzijnde andere ion

De term n stelt de born-exponent voor, een getal dat tussen 5 en 12 ligt en theoretisch afgeleid of experimenteel bepaald kan worden.
Een alternatief voor de born-landé-vergelijking is de kapustinski-vergelijking, een vereenvoudigde vergelijking voor de berekening van de roosterenergie. De born-landé-vergelijking vereist door de aanwezigheid van de madelung-constante kennis van de precieze kristalstructuur van de ionaire verbinding, terwijl dat bij de kapustinski-vergelijking niet het geval is.
Net als de kapustinski-vergelijking geven de met de born-landé-vergelijking berekende waarden een vrij goede schatting voor de werkelijke roosterenergie.

## Afleiding
De wiskundige afleiding van de born-landé-vergelijking gaat uit van het model dat een ionrooster is opgebouwd uit een verzameling van harde doch elastische sferen, die elkaar aantrekken en afstoten door middel van elektrostatische interacties. Dit leidt uiteindelijk tot een evenwichtssituatie waarbij de ionen op een welbepaalde gemiddelde afstand van elkaar zitten.

### Elektrostatische potentiaal
De elektrostatische potentiaal Ep tussen twee ionen wordt gegeven door:
{\displaystyle E_{\text{p}}=-{\frac {z^{2}e^{2}}{4\pi \epsilon _{0}r}}}
met daarbij:
- z de lading van een ion
- e de elementaire elektrische lading
- ε0 de elektrische veldconstante
- r de afstand tussen beide ionen

Voor een eenvoudig kristalrooster, bestaande uit ionen met een gelijke doch tegengestelde lading in een 1:1-verhouding, geldt dat de interacties tussen een willekeurig ion en alle andere ionen in het rooster kunnen gesommeerd worden in een term EM, die ook wel de madelung-energie wordt genoemd:
{\displaystyle E_{M}=-{\frac {z^{2}e^{2}M}{4\pi \epsilon _{0}r}}}
met daarbij:
- M de madelungconstante, die afhankelijk is van de ruimtelijke structuur van het kristalrooster
- r de kleinste afstand tussen ionen van tegengestelde lading

### Repulsieve term
Born en Landé suggereerden dat de repulsieve interacties tussen ionen van gelijke lading proportioneel is met r-n, zodat de repulsieve energieterm ER kan worden neergeschreven als:
{\displaystyle \,E_{R}={\frac {B}{r^{n}}}}
met daarbij
- B een constante die schaalt met de grootte van de repulsie
- r de kleinste afstand tussen ionen van tegengestelde lading
- n de born-exponent, die uitdrukt hoe groot de repulsieve barrière is

### Totale roosterenergie
De totale roosterenergie UR kan nu worden geschreven als de som van de madelung-energie enerzijds en de repulsieve potentiaal anderzijds:
{\displaystyle U_{R}(r)=-{\frac {z^{2}e^{2}M}{4\pi \epsilon _{0}r}}+{\frac {B}{r^{n}}}}
Deze uitdrukking kan geminimaliseerd worden door de differentiaal van UR naar r gelijk te stellen aan 0. Dit leidt ertoe een uitdrukking te vinden voor de onbekende constante B; met andere woorden:
{\displaystyle {\frac {\mathrm {d} U_{R}}{\mathrm {d} r}}={\frac {z^{2}e^{2}M}{4\pi \epsilon _{0}r^{2}}}-{\frac {nB}{r^{n+1}}}=0}
zodat
{\displaystyle r_{0}=\left({\frac {4\pi \epsilon _{0}nB}{z^{2}e^{2}M}}\right)^{\frac {1}{n-1}}}
en dus
{\displaystyle B={\frac {z^{2}e^{2}M}{4\pi \epsilon _{0}n}}r_{0}^{n-1}}
De minimale energie kan nu geëvalueerd worden en de uitdrukking voor de constante B in termen van de evenwichtsafstand r0 kan worden gesubstitueerd, zodat de born-landé-vergelijking bekomen wordt als:
{\displaystyle U_{R}(r_{0})=-{\frac {Mz^{2}e^{2}}{4\pi \epsilon _{0}r_{0}}}\left(1-{\frac {1}{n}}\right)}
Het getal van Avogadro kan nog aan deze formule toegevoegd worden om waarden voor de roosterenergie in kJ/mol te bekomen.